# خراطة (ولاية بجاية)
خراطة بلدية بولاية بجاية بالجزائر. تقع على بعد 60 كم من عاصمة الولاية على الطريق الرابط بين مدينتي بجاية وسطيف وهي بجانب أكبر نفق في الجزائر (7 كلم) الكائن تحت سلسلة جبال بابور.ا [بحاجة لمصدر].
اشتهرت المدينة بأحداث مجازر 8 ماي 1945 أثناء الاستعمار الفرنسي.

## مدينة تاريخيّة معروف عنها مقاومة الاستعمار
ينطق سكانها باللغة الأمازيغية وكلهم مسلمون سنّة. آلاف الشهداء قبل الثورة التحريرية الجزائرية وخاصة ما يعرف بمجازر الثامن ماي 1945. 
معروفة بأنها منطقة جبلية وفيها جبال شامخات تابعة لسلسلة جبال بابور وأعلى قمة فيها هو جبل تاكوشت وجبل برادمة التي كانت مسرح لمعارك المجاهدين ضد الاستعمار الفرنسي من مختلف العائلات فيها مثل عائلة عكاش . عمران . خالد …
كل القرى والمناطق التي فيها كانت جحيما تعاني فيه فرنسا
في تقرير فرنسي عن التعليم في عمالة قسنطينية صدر في 1938 أكد ان التعليم في خراطة والمناطق المجاورة فيها هو تعليم معتمد على القراءة و اللغة العربية فهو اعلام متطرف . وقام الاستعمار الفرنسي في 1945 بأحداث مجازر بشعة في خراطة وقام بتصفية كل النخبة المثقفة والمتعلمة في خراطة

## معرض صور

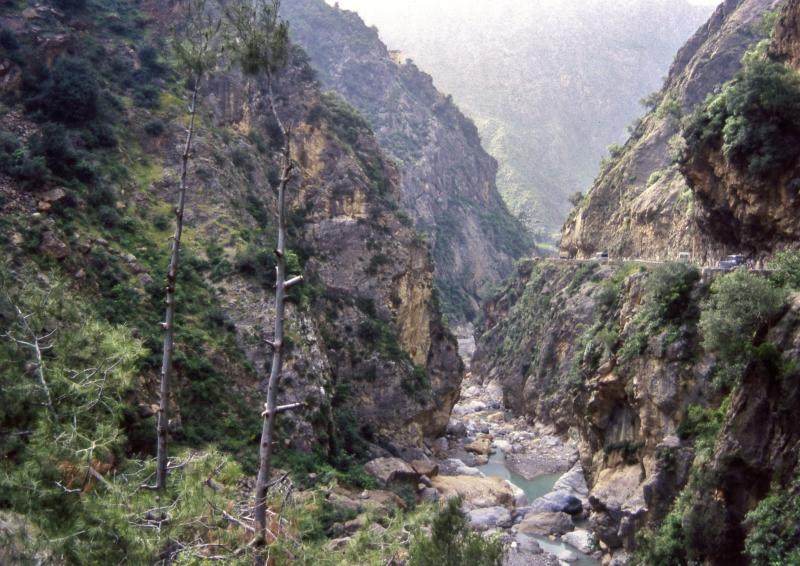
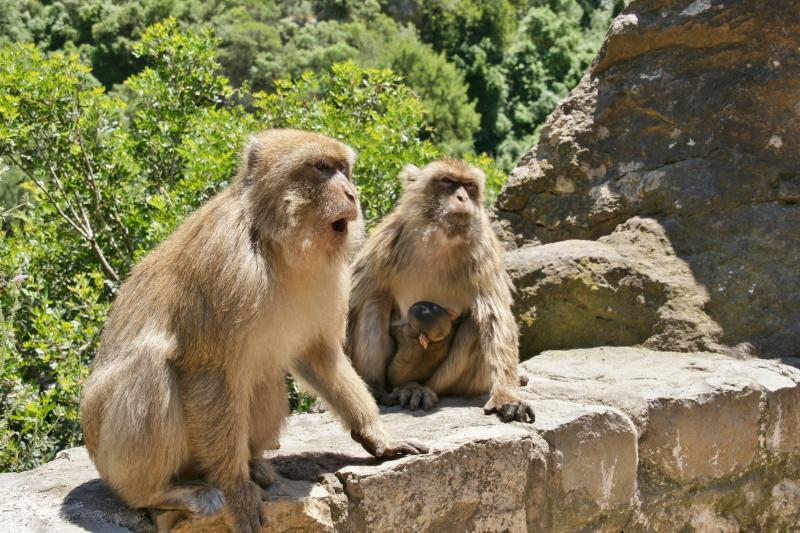
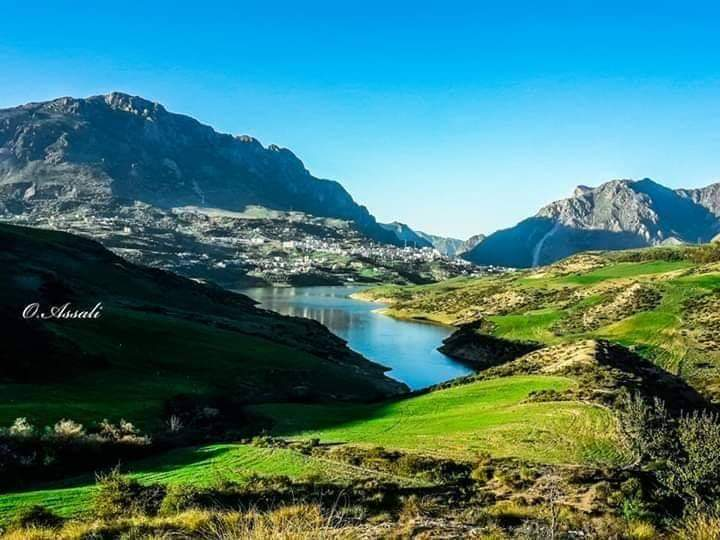

## أعلام
- بشير بومعزة

## مواضيع ذات صلة
- بلديات ولاية بجاية
- دوائر ولاية بجاية
- مجازر 08 مايو 1945